# Geokompleks
Geokompleks – jednostka przestrzenno-strukturalna, relatywnie zamknięty wycinek przyrody stanowiący całość dzięki zachodzącym w nim procesom i współzależności budujących go komponentów a także fragment epigeosfery zamknięty granicami naturalnymi i cechującymi się prawidłowym układem wzajemnie powiązanych geokomponentów.
W geografii fizycznej jest to zewnętrzny wygląd Ziemi z określonego miejsca rozpatrywany jako krajobraz.

## Rodzaje geokompleksów
- homogeniczno-topiczny

- heterogeniczno-choryczny

- pełno-homogeniczny (topiczny) i heterogeniczny (choryczny)

- częściowy